# 카르디차

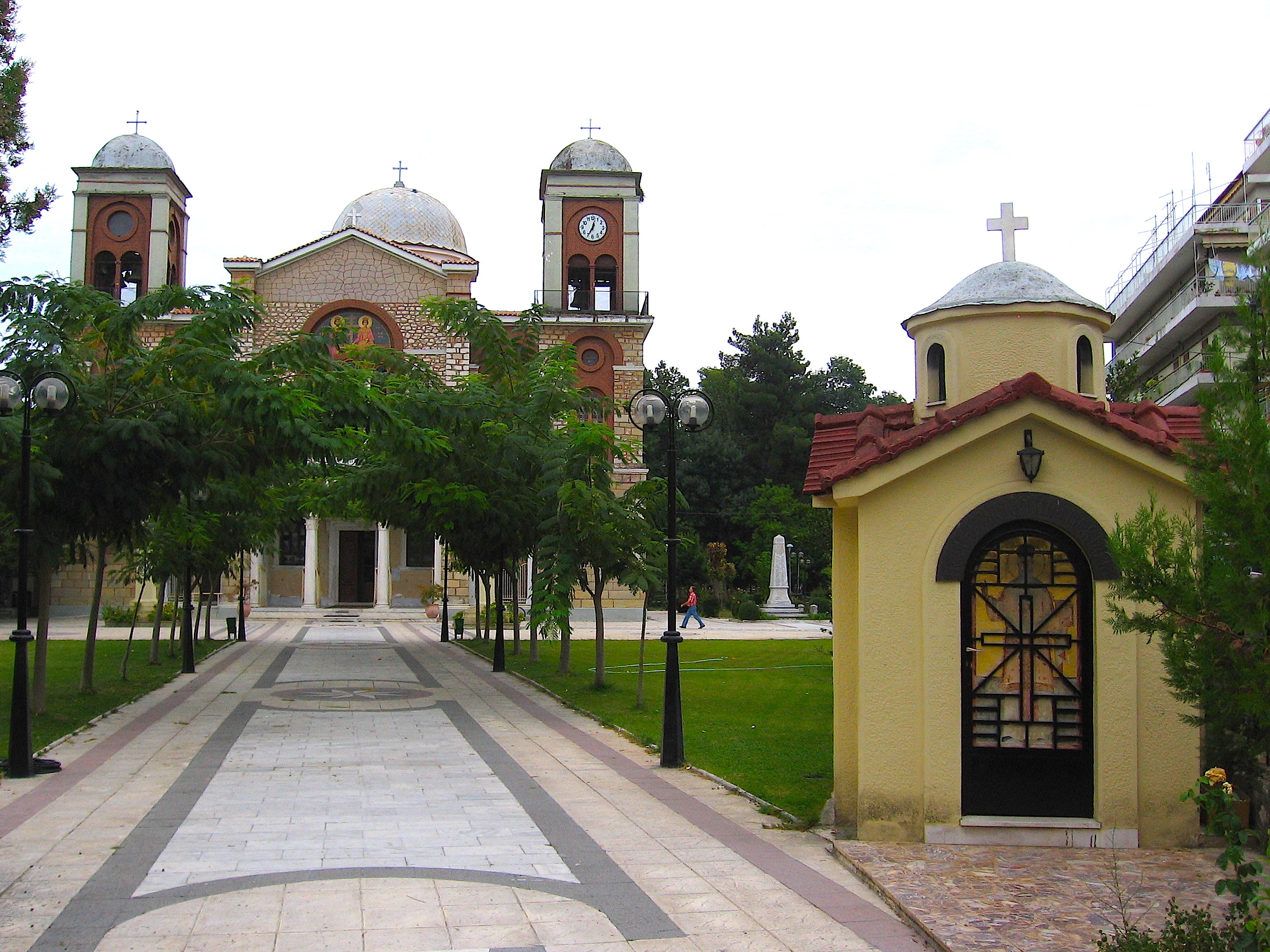
카르디차 시내에 들어서 있는 교회

카르디차(그리스어: Καρδίτσα)는 그리스 서부 테살리아에 위치한 도시로, 카르디차 현의 현청 소재지이며 면적은 647.6km2, 높이는 108m, 인구는 55,968명(2001년 기준), 인구 밀도는 86명/km2이다.